# Martin Srabotnik
Martin Srabotnik (Lubiana, 19 dicembre 1995) è un canoista sloveno specializzato nella disciplina del caiacco slalom.

## Biografia
È allenato da Ales Kuder. 
Ai campionati mondiali di Pau 2017 ha vinto la medaglia di bronzo nel K1 a squadre, con Peter Kauzer e Žan Jakše.
Agli europei di Praga 2018 ha ottenuto la medaglia di bronzo nel K1 a squadre con Peter Kauzer e Niko Testen.
Agli europei di Pau 2019 si è aggiudicato la medaglia d'argento nel K1 a squadre, sempre con Peter Kauzer e Niko Testen.

## Palmarès
- Mondiali

Pau 2017: bronzo nel K1 a squadre;
- Europei

Praga 2018: bronzo nel K1 a squadre;
Pau 2019: argento nel K1 a squadre;